# Matthew Diamond
Matthew Diamond é um diretor e produtor estadunidense. Ficou conhecido por trabalhar em  General Hospital, Guiding Light, Desperate Housewives, Men in Trees, Help Me Help You, My Boys, Gilmore Girls, That's So Raven, Scrubs, Oh Baby, The Parkers, Linc's, CBS Schoolbreak Special, ABC Weekend Specials, Café Americain, Anything but Love, The Golden Girls, Doogie Howser, M.D., A Different World, Designing Women, The Hughleys, Just Shoot Me!, The Naked Truth, Sister, Sister, Living Single, Family Ties, The Pitts, Daddio, Rude Awakening,The Secret Diary of Desmond Pfeiffer, Two Guys, a Girl and a Pizza Place, Homeboys in Outer Space, Down the Shore, Drexell's Class, Working Girl, My Two Dads e My Sister Sam.